# Aphrodes laevus
Aphrodes laevus är en insektsart som beskrevs av Claudius Rey 1891. Aphrodes laevus ingår i släktet Aphrodes och familjen dvärgstritar. Inga underarter finns listade i Catalogue of Life.